# Francesco Bonazzi
Francesco Luigi Bonazzi (Torino, 15 aprile 1968) è un giornalista italiano.

## Biografia
Torinese, maturità classica al Collegio San Giuseppe nel 1986, laureato in giurisprudenza all'Università di Pavia, ha iniziato all'ANSA nel 1992. Quattro anni dopo viene assunto a Milano alla redazione economica, per poi diventare, nel 1998, giornalista professionista.
Nel 1997, Giulio Anselmi lo nomina corrispondente da Washington. Lascia l'ANSA per L'Espresso nel 1999. Firma diverse inchieste di copertina, tra le quali "Ecco come ha fatto i soldi Berlusconi", con Peter Gomez, l'intervista al famoso "palo cieco" dell'omicidio D'Antona (poi scagionato dopo l'arresto della Lioce), "Carnevale Telecom" sugli affari brasiliani della Telecom gestione Colaninno, l'intervista ai tre latitanti del caso Telekom Serbia che ha smascherato i bluff di Igor Marini, il racconto esclusivo della detenzione al 41 bis di Bernardo Provenzano e Totò Riina.
Durante lo scandalo Tavaroli-Mancini, nel 2006, ha messo a segno una serie di scoop sulla rete di intelligence che faceva capo a Pio Pompa e sul sistema Pollari. Nel 2008 ha anticipato l'inchiesta della Procura di Milano sull'elusione fiscale delle banche italiane, pubblicando materiale inedito uscito dalle principali banche d'affari internazionali che operano in Italia nel campo dei derivati.  
A giugno del 2008 si è dimesso dall'Espresso, del quale è rimasto collaboratore fisso, per diventare freelance. Ha collaborato con la Stampa - direzione Anselmi - e con il sito Dagospia. È tra i fondatori del Fatto Quotidiano. A gennaio 2010 lascia il giornale per approdare al Secolo XIX, per il quale fa l'inviato speciale. Dal primo gennaio 2014 al 31 dicembre 2015 è stato vicedirettore del sito Dagospia. Attualmente collabora con il Fatto Quotidiano e La Verità di Maurizio Belpietro. A gennaio del 2016, sul Fatto Quotidiano, ha rivelato il piano di Matteo Renzi per nominare Marco Carrai a capo degli 007 contro il cyber crime.
Ha pubblicato due libri-inchiesta: Telekom Serbia, l'affare di cui nessuno sapeva (Sperling &Kupfer, 2004) e Prendo i soldi e scappo (Il Saggiatore, 2009), scritto con un banchiere che si firma Bankomat.
Nel 2005 ha vinto il premio "Maria Grazia Cutuli" della città di Gela per una serie di inchieste sul regime del carcere duro per i mafiosi.